# 예시적 정치
예시적 정치(에스페란토: antaŭfigura politiko, 영어: Prefigurative politics, 豫示的政治)는 특정 정치 그룹이 주장하는 이념에 대해서, 그것이 실현될 때까지 기다리는 것이 아니라, 이념 운동과 그 이념에 맞는 실천을 현 사회에 미리 병행하는 행위를 뜻한다.
주로, 이 운동은 아나키스트들이 실행했는데, 이러한 이유는 정치적 호소력, 힘이 부족했던 아나키스트들은 동시에 권위주의에 대한 반감이 컸기 때문에 정치 권력을 잡는 것에 익숙치 않았기 때문이다. 따라서, 이들이 사회의 지배층이 되지 않고도 시민 사회에 자신들의 이념 운동의 다양성과 효과를 보여줘야 했다. 그래서, 그들은 호소력, 정치적 힘이 없이도 시민 사회에서 아나키즘을 전파하는 방법으로 '예시적 정치 행위'를 고안해냈다.

## 개요
'예시적 정치'란 운동은 데이비드 그레이버라는 아나키즘 성향의 인류학자가 처음으로 제시한 것인데, 그는 '예시적 정치'를 정치적 힘 없이도 이념 운동가들이 만들어 낼 사회상을 미리 현 체제에 대입하여 활동하는 정치적 행위라고 정의했다. 이러한 운동은 1960년대] 후반에서 1970년대 후반까지 서유럽의 신좌익들에게 퍼져나갔다. 미국의 히피 운동도 예시적 정치의 한 예라고 간주된다.
이들은 카를 카우츠키가 최초로 주장했던 전위당 체계론이나, 권위주의, 당중심주의를 거부한다. 대부분의 예시적 정치 실행자들은 당 활동을 하지 않는 아나키스트들이며, 수평적 구조를 지향한다. 이러한 점을 들 때, 21세기 예시적 정치자들이 정치 운동 그룹 내부에서 대중주의와 수평주의를 주장하는 것은 매우 당연하고 필연적인 것이다.
이러한 예시적 정치를 받아들인 국제 노동조합 단체는 세계산업노동자로 들 수 있다. 이 단체의 주요 이념은 자유지상주의적 사회주의이며, 동시에 아나키즘과도 관련이 깊다. 이러한 예시적 정치 운동은 후에 참여민주주의 운동에서도 채택되었다. 그러나, 아나키스트 대다수들은 직접민주주의자들이므로, 참여민주주의는 아나키즘과 다른 자유주의 진영에서 차용한 개념이다.

## 같이 보기
- 아나키즘
- 자유주의
- 수평주의
- 반권위주의